# Bay (Ardennes)
Pour les articles homonymes, voir Bay.
Bay est une commune associée de Blanchefosse-et-Bay et une ancienne commune française, située dans le département des Ardennes en région Grand Est.
Elle fusionne avec la commune de Blanchefosse, le 29 décembre 1973, pour former la commune de Blanchefosse-et-Bay.

## Géographie
La commune avait une superficie de 5,42 km2

## Histoire
Au la fin du 11e siècle, Nicolas II, seigneur de Rumigny, revient habiter l’antique castel de sa famille contrairement à ses ancêtres qui résidaient habituellement à Florennes (Belgique). Un de ses premiers soins est de rendre sa splendeur primitive au prieuré Saint-Pierre de Rumigny, dont il est l’avoué ou protecteur.
Avec Gui, abbé de Saint-Nicaise à Reims, il construit à fonds communs les villages de Liart et Bay sur les terres de ce prieuré. Suivant l’accord conclu en 1100, le prieuré doit jouir de toute la dîme et de tous les cens avec la moitié des revenus seigneuriaux, l’autre moitié revenant au seigneur de Rumigny.
Ajoutons que ce Nicolas II de Rumigny, prit part à la 2e croisade et qu’il a été inhumé dans l’abbaye de Bonnefontaine qu’il avait fondée en 1152 à son retour de Terre Sainte.
Par arrêté préfectoral du 20 décembre 1973, la commune de Bay est rattachée le 29 décembre 1973 à la commune de Blanchefosse sous la forme de fusion-association pour former la commune de Blanchefosse-et-Bay.

## Administration

### Liste des maires
| Période                                  | Période | Identité | Étiquette | Qualité |
| ---------------------------------------- | ------- | -------- | --------- | ------- |
| Les données manquantes sont à compléter. |         |          |           |         |
|                                          |         |          |           |         |

### Liste des maires délégués
| Période                                  | Période | Identité | Étiquette | Qualité |
| ---------------------------------------- | ------- | -------- | --------- | ------- |
| Les données manquantes sont à compléter. |         |          |           |         |
|                                          |         |          |           |         |

## Démographie
| 1793 | 1800 | 1806 | 1821 | 1831 | 1836 | 1841 | 1846 | 1851 |
| ---- | ---- | ---- | ---- | ---- | ---- | ---- | ---- | ---- |
| 309  | 299  | 366  | 395  | 397  | 397  | 374  | 344  | 337  |

| 1856 | 1861 | 1866 | 1872 | 1876 | 1881 | 1886 | 1891 | 1896 |
| ---- | ---- | ---- | ---- | ---- | ---- | ---- | ---- | ---- |
| lac. | lac. | 311  | 314  | 283  | 273  | 266  | 232  | 229  |

| 1901 | 1906 | 1911 | 1921 | 1926 | 1931 | 1936 | 1946 | 1954 |
| ---- | ---- | ---- | ---- | ---- | ---- | ---- | ---- | ---- |
| 227  | 204  | 180  | 156  | 146  | 129  | 114  | 108  | 116  |

| 1962 | 1968 | 1975 | 1982 | 1990 | 1999 | 2008 | 2013 | - |
| ---- | ---- | ---- | ---- | ---- | ---- | ---- | ---- | - |
| 122  | 124  | -    | -    | 69   | 57   | 57   | 57   | - |

Histogramme

(élaboration graphique par Wikipédia)

## Lieux et monuments
- Église Saint-Thomas.